# Saralisa Volm
Saralisa Volm (Hechingen, 24 juni 1985) is een Duitse actrice.

## Biografie
Volm werd geboren in Hechingen en groeide op in Freising. In 2007 speelde ze de hoofdrol in de film Finale. In 2011 speelde ze in, de door crowdfunding gefinancierde film, Hotel Desire, een erotische kortfilm van 38 minuten, tegenover Clemens Schick. In 2012 speelde ze in Berlin für Helden, haar eerste langspeelfilm.

## Filmografie
als actrice
- 2007: Finale
- 2008: Dancing with Devils
- 2009: Dawn
- 2010: Schmutziger Süden
- 2011: Hotel Desire
- 2012: Berlin für Helden
- 2013: Art Girls
- 2015: Die Verwandlung
- 2015: Simon sagt auf Wiedersehen zu seiner Vorhaut
- 2016: Shakespeares letzte Runde
- 2017: Mordkommission Istanbul – Ein Dorf unter Verdacht
- 2017: Figaros Wölfe
- 2017: Fikkefuchs
- 2021: Enfant Terrible
- 2021: Als Susan Sontag im Publikum saß

als producente
- 2015: Die Verwandlung
- 2016: Instrumental Music (muziekvideo van de band Leather Report)
- 2017: Fikkefuchs
- 2018: Am Draht der Zeit (korte film)
- 2021: Alone Together (kunstfilm)
- 2021: Ilse (korte film)
- 2022: Schweigend steht der Wald (speelfilm)
- 2023: Am Wahn
- 2023: Truth or Dare (documentaire film)
- 2023: A Body Like Mine (documentaire film)

als regisseuse
- 2016: Instrumental Music (muziekvideo van de band Leather Report)
- 2018: Am Draht der Zeit (korte film)
- 2022: Schweigend steht der Wald (speelfilm)
- 2024: Am Ende der Wahrheit (televisiefilm)
- 2024: Schwesternliebe (Tatort)

als auteur
- 2018: Am Draht der Zeit (korte film)
- 2021: Als Susan Sontag im Publikum saß

- Gemeinsame Normdatei: 1023230356
- International Standard Name Identifier: 0000 0003 7137 8011
- Virtual International Authority File: 250986331
- WorldCat: E39PBJpj9fXV9whdfHCf4cGrbd